# Sylvicola pulchricornis
Sylvicola pulchricornis är en tvåvingeart som först beskrevs av Enrico Adelelmo Brunetti 1911.  Sylvicola pulchricornis ingår i släktet Sylvicola och familjen fönstermyggor. Inga underarter finns listade i Catalogue of Life.